# SdKfz 4裝甲車
SdKfz 4 Gleisketten-Lastkraftwagen，是德國於二次大戰期間建造的其中一款半履帶車。

## 歷史
在1941年入侵蘇聯後，德軍的補給線深受蘇聯冬天受帶來的問題困擾。補給車輛經常被雪堆和泥濘困住而進退不得，造成前線補給困難甚至影響戰果。因此要求一款新的車種的呼聲四起，而 SdKfz 4 便在這時被生產出來。

## 建造
德國於1944年總共生產了22,500輛 Sdkfz 4 半履帶車。在戰爭後期，一部分的 Sdkfz 4 被安置 15cm Panzerwerfer 42 火箭發射器於車頂上，並命名為 SdKfz 4/1，但只有大約300輛 SdKfz 4/1 被生產出來。不過這些攜帶額外負載的變種，車速最高只有每小時25公里。
絕大多數的 Sdkfz 4 是使用英國卡登-勞埃德傳動裝置，不過有些例外如 L型4500R，則使用 PzKpfw. II傳動裝置。Sdkfz 4所採用的6缸引擎採用前進5檔和後退1檔，每分鐘轉速有3000轉，最高車速為每小時40公里。每輛半履帶車都裝設了 FuG Spr G f 無線電。
除了 SdKfz 4/1外，其他 SdKfz 半履帶車都只裝設了MG34或MG42，射角為水平270°，上下-12°至+80°。由於半履帶車只有薄薄的裝甲，所以它們在近距離戰鬥時是無法抵禦任何大於轻武器的射擊。